# (1057) Wanda
(1057) Wanda ist ein Asteroid des Hauptgürtels, der am 16. August 1925 vom russischen Astronomen Grigori Abramowitsch Schain am Krim-Observatorium in Simejis (IAU-Code 094) entdeckt wurde.
Der Asteroid wurde mit dem weiblichen Vornamen Wanda bezeichnet, der keiner speziellen Person zugeordnet ist.